# Zeche Sonnenschein (Essen)
Die Zeche Sonnenschein in Essen war ein Steinkohle-Bergwerk im heutigen Stadtteil Rellinghausen.

## Geschichte
Diese Essener Zeche war 1721 bereits in Betrieb. Durch Konsolidierung wurde 1806 die Nachbargrube Zeche Wasserfall übernommen. Eine weitere Fusion mit der Zeche Kunstwerk verbat sich das zuständige Bergamt Werden. Etwa zwischen 1814 und 1817 wurde die Zeche Sonnenschein mit Maschinen von Franz Dinnendahl ausgestattet. 1821 stellte die Zeche ihre Förderung ein. Das Abbaufeld wurde von der Zeche Kunstwerk übernommen.

## Heutiger Zustand
Heute ist am Ort der Zeche Sonnenschein, der sich südwestlich der heutigen Straßenkreuzung Wuppertaler Straße/Frankenstraße befand, nichts mehr vorhanden.